# Chrysolina bicolor
Chrysolina bicolor é uma espécie de artrópode pertencente à família Chrysomelidae.